# Chuck Howley
Charles Louis "Chuck" Howley (28 de junho de 1936, Wheeling, West Virginia) é um ex-jogador de futebol americano que atuava como linebacker na National Football League. Ele passou boa parte da sua carreira no Chicago Bears e no Dallas Cowboys. Howley é o único MVP de um Super Bowl que não pertencia ao time vencedor, porém ele garantiu seu anel de campeão em 1972 no Super Bowl VI com o Dallas Cowboys.